# Il giardino di limoni - Lemon Tree
Il giardino di limoni - Lemon Tree (in arabo شجرة ليمون‎?, in ebraico עץ לימון‎?) è un film del 2008 diretto da Eran Riklis.
Il film racconta la battaglia legale di una donna palestinese in difesa del proprio limoneto ed affronta il lungo conflitto israelo-palestinese, descrivendo l'inatteso coinvolgimento della moglie del ministro della difesa israeliano.
Lo spunto narrativo è tratto da una vicenda reale che ha avuto per protagonista il ministro Shaul Mofaz, che ottenne di tagliare il limoneto di Salma Zidane, una agricoltrice Cisgiordania, nonostante il ricorso di questi alla Corte suprema d'Israele.

## Trama
Il ministro della difesa israeliano Israel Navon decide di costruire la sua nuova dimora proprio sul confine cisgiordano. Le misure di sicurezza obbligano a farne una casa blindata con infissi d'acciaio, recinzioni, telecamere ovunque e torretta d'osservazione armata, ma il limoneto della confinante vedova palestinese Salma Zidane resta un potenziale pericolo prestandosi ad agguati cui le rigogliose piante fornirebbero la necessaria schermatura a potenziali attacchi terroristici.
Così, su precisa indicazione degli organi di sicurezza, lo stesso ministro ordina lo sradicamento dei limoni. La legittima proprietaria, che pure vedrebbe riconoscersi un risarcimento, non può accettare che le venga tolto l'unico mezzo di sussistenza, il frutteto che ha ereditato dal padre e nel quale lavora da sempre. Così, appoggiata da un giovane e bravo avvocato, indice una battaglia legale che porta fino alla Corte suprema, nonostante risulti evidente che una povera donna palestinese non potrà mai sconfiggere in tribunale lo stato israeliano. Ed infatti dopo i primi gradi di giudizio le viene persino interdetto l'accesso al frutteto con il conseguente deperimento delle piante sotto i suoi occhi impotenti.
Il caso di Salma Zidane diventa però un caso internazionale e tra le tante coscienze mosse dalla ferma ostinazione della vedova palestinese, c'è anche la moglie del ministro, Mira, che assiste coi suoi occhi alle conseguenze concrete dell'arroganza israeliana, impersonata dal suo stesso marito. 
(l'avvocato Ziad Daud dopo la sentenza)
La Corte suprema ribadisce il principio che la sicurezza dello stato israeliano ha la priorità sui diritti di chicchessia ma, clamorosamente, fa un piccolo passo indietro rispetto ai giudizi precedenti, sostituendo allo sradicamento la potatura alla base e limitando l'intervento ad un preciso numero di piante.
La causa è comunque sostanzialmente persa, ma l'impossibile battaglia della tenace donna palestinese non può dirsi condotta invano. Mentre Salma brucia il giornale che annuncia il fidanzamento del suo avvocato del quale si era invaghita, Mira lascia il marito e la sua bella casa, di fronte alla quale, al posto di uno stupendo giardino di limoni, ora c'è un alto muro di cemento.